# Pascasio di Vienne
Pascasio (fl. IV-V secolo) fu vescovo di Vienne, venerato come santo dalla Chiesa cattolica.

## Biografia
Nel catalogo dei vescovi di Vienne redatto da Adone nel IX secolo, Pascasio appare all'11º posto. Secondo le indicazioni di Adone, sarebbe vissuto all'epoca di Diocleziano (284-305) e di papa Milziade (311-314). Questi riferimenti cronologici sono errati, poiché, secondo il medesimo catalogo, il predecessore di Pascasio, Simplicio, è attestato nel 400 circa, mentre il suo successore, Claudio, è documentato con certezza nel 441.
Pascasio perciò visse nella prima metà del V secolo. Del suo episcopato non si conosce nulla. Sarebbe anacronistica l'informazione riportata nel Liber episcopalis Viennensis ecclesiae scritta dal vescovo Leodegario (Léger) di Vienne (XI secolo), per il quale Pascasio sarebbe stato maestro di Giusto, futuro vescovo di Lione (dal 374 al 381). Secondo un falso diploma, redatto nel X secolo, il vescovo di Vienne sarebbe stato nominato primate della Gallia da papa Silvestro I (314-335). Infine una tradizione locale riferisce che Pascasio avrebbe traslato per primo le reliquie dei santi Severino, Esuperio e Feliciano, martiri di Vienne, venerati dalla Chiesa cattolica il 19 novembre.

## Culto
Il suo culto è attestato da martirologi e santorali francesi e inserito nel Martirologio Romano, alla data del 22 febbraio, dove è ricordato con queste parole:
(Martirologio Romano. Riformato a norma dei decreti del Concilio ecumenico Vaticano II e promulgato da papa Giovanni Paolo II, Città del Vaticano, 2004, p. 217)